# Los años verdes
Los años verdes (青の時代 Ao no Jidai (lit. Período Azul)?) es una novela del escritor japonés Yukio Mishima de 1950. Ha sido publicada en varias ocasiones en español, por ejemplo en 2009 Ediciones Cátedra con traducción de Carlos Rubio, o en 2011 por Alianza Editorial.

## Sinopsis
Ambientada en el Japón de posguerra e Inspirada en un hecho real la trama se centra en el joven estudiante Makoto Kawasaki tras ser víctima de una estafa. Procedente de una buena familia está marcado por su singular carácter, por su escasa empatía social y por la conflictiva relación con su padre. 
Una vez desmovilizado, tras la finalización del conflicto bélico, Makoto desarrolla una visión nihilista y llega a la conclusión de que la mejor forma de sobrevivir en ese ambiente es embarcarse en una espiral autodestructiva convirtiéndose en estafador. Resentido con su familia, y especialmente con su padre autoritario, misógino, asocial y egoísta, el joven acabará convirtiéndose en un admirador del orden que encuentra en la conducta de algunos filósofos alemanes como Kant o Nietzsche. En aras de prosperar, cegado por el dinero y fascinado por la muerte, decide montar una compañía financiera que ofrece a sus incautos clientes unos intereses por sus ahorros que nunca percibirán.

## Análisis
Considerada una novela que narra vivencias reales del escritor el protagonista representa el conjunto de gran parte de la sociedad japonesa de la posguerra de los años 40. En toda la novela no deja de verse ese desencanto por la humillación y el deshonor que supuso la derrota de Japón en la Segunda Guerra Mundial. También se la considera una precursora de  El pabellón de oro (金閣寺; Kinkakuji) de 1956, uno de cuyos personajes principales es un brillante graduado que rápidamente logra éxito como usurero, aquí Mishima proyecta su sistema cuasi-nietzscheano experimentando con una clase de novela filosófica.